# Limnichus punctatus
Limnichus punctatus är en skalbaggsart som beskrevs av Thomas Broun 1880. Limnichus punctatus ingår i släktet Limnichus och familjen lerstrandbaggar. Inga underarter finns listade i Catalogue of Life.